# Casa Boada (Girona)
|  | No s'ha de confondre amb Can Boada (Girona). |

La Casa Boada o Casa Boadas-Formiga és un palau gòtic al carrer dels Alemanys al Barri Vell de Girona prop de la Torre Rufina. És un edifici de planta baixa i dos pisos, amb façana de composició lliures i de carreus treballats. Porta semi dovellada d'arc de punt rodó. Al primer pis disposa de finestra conopial d'arquets de punts rodó i sense mainell. Al seu costat hi ha badius de pilar rectangular central. Al seu costat hi ha badius de pilar rectangular central. Interior amb pati d'escala de pedra a la dreta, i que al primer pis es recull en porxo sense sostre i pilaret poligonal. L'escala puja fins a la miranda i el segons pis. Al pati hi ha un pou amb escut de pedra. Les portes són de modillons. Al pati, des d'entrada, s'hi accedeix per porxo d'arc rebaixat. Dins es conserva un arc apuntat rodó en una sala (als anys 1970 s'enfonsà el sostre).